# دومینیک اشمید (بازیکن فوتبال، زاده ۱۹۸۹)
دومینیک اشمید (انگلیسی: Dominik Schmid؛ زادهٔ ۶ ژانویهٔ ۱۹۸۹) بازیکن فوتبال اهل آلمان است.
از باشگاه‌هایی که در آن بازی کرده‌است می‌توان به باشگاه فوتبال یان رگنسبورگ اشاره کرد.